# Ludwigia senegalensis
Ludwigia senegalensis är en dunörtsväxtart som först beskrevs av Dc., och fick sitt nu gällande namn av J. Troch.. Ludwigia senegalensis ingår i släktet ludwigior, och familjen dunörtsväxter. Inga underarter finns listade i Catalogue of Life.